# Martial Bataille
Pour les articles homonymes, voir Bataille (homonymie).
Martial Bataille est un homme politique français né le 15 septembre 1814 à Kingston (Jamaïque) et mort le 5 août 1878 à Paris.

## Biographie
Élève de l'école Polytechnique, il s'intéresse beaucoup à la question d'Orient. Présenté à Louis-Napoléon Bonaparte, il participe à ses côtés à la tentative de Boulogne, en 1840. Il est arrêté, condamné et gracié en 1844. Ingénieur et chef d'état-major de la garde nationale de Paris, il est député de la Haute-Vienne en 1851, élu lors d'une élection partielle. Il siège à droite et se rallie au Second Empire. Il est maître des Requêtes au Conseil d’État en 1852 puis conseiller d’État en 1857.

## Distinctions
- Officier de la Légion d'honneur (1864)

## Sources
- « Martial Bataille », dans Adolphe Robert et Gaston Cougny, Dictionnaire des parlementaires français, Edgar Bourloton, 1889-1891 [détail de l’édition]